# Kathy Manning
Kathy Ellen Manning (Detroit, 3 dicembre 1956) è una politica statunitense, membro della Camera dei Rappresentanti per lo stato della Carolina del Nord dal 2021 al 2025.

## Biografia
Nata a Detroit in una famiglia ebrea, la Manning studiò all'Università di Harvard e si laureò in giurisprudenza all'Università del Michigan. Dopo il matrimonio si trasferì nella Carolina del Nord.
Entrata in politica con il Partito Democratico, nel 2018 si candidò alla Camera dei Rappresentanti contro il deputato repubblicano in carica Ted Budd, ma fu sconfitta di misura.
Nel 2020 la Manning si candidò per un altro distretto congressuale, dopo che la magistratura era intervenuta ordinando di ridisegnare alcune circoscrizioni; il nuovo distretto risultava notevolmente più favorevole all'elettorato democratico. Al termine della campagna elettorale, Kathy Manning risultò vincitrice con il 62% delle preferenze e approdò così al Congresso come deputata.

## Vita privata
Manning è sposata con Randall Kaplan. La coppia ha tre figli.